# 固原直隸州
固原直隸州：明朝時隸屬於陝西省平涼府的散州。到清朝，本直隸州編制上是「衝，繁，難」三字要缺，隸屬於甘肅省平慶涇固化道，另外。陝西提督也駐防在此。到了同治十二年（1873年），固原州升格為直隸州，管轄平遠縣(今同心縣)、海城縣二縣。
民國時期初年，全國實施「廢州改縣」，固原被改為甘肅省的固原縣。演變到今日，成為是中华人民共和国宁夏回族自治区南部的一个地級市固原市。